# Penninghäleri
Artikeln handlar om brottet i den svenska lagstiftningen. Om motsvarande brott i andra länder, se penningtvätt.
Penninghäleri var ett brott avsett att så långt möjligt täcka de straffbara formerna av penningtvätt. I svensk lag upphävdes reglerna om penninghäleri och penninghäleriförseelse 2014, och i stället infördes nya regler om penningtvätt i lagen (2014:307) om straff för penningtvättsbrott (penningtvättsbrottslagen). 
- Högsta domstolen har i en dom, NJA 2006, dömt en person för penninghäleri enligt första st.[3]

- Svea hovrätt har i dom 2008-04-16 dömt en person som har ställt sitt bankkonto till förfogande för annan på sätt som objektivt sett bedömts som penninghäleri, varefter tillgodohavanden som frånhänts tredje man genom brott överförts till bankkontot. Bankkontoinnehavaren har fällts till ansvar för penninghäleri eftersom han med hänsyn till omständigheterna måste ha misstänkt att fråga kunde vara om brottsligt förvärvade medel och har ansetts ha sådant uppsåt som fordras.[4]

För penninghäleri döms också den som, i annat fall otillbörligen medverkar till att bortföra, överlåta, omsätta eller vidta annan sådan åtgärd med egendom, om åtgärden är ägnad att dölja att annan har berikat sig genom brottslig gärning.
Straffbestämmelserna i 9 kap 6 §, i 6a och i 17 kap 11 § om skyddande av brottsling överlappar varandra i betydande utsträckning i den meningen att en och samma gärning kan uppfylla rekvisiten enligt två eller fler av de olika straffbestämmelserna. Gärning i vart fall som huvudregel är att bedöma som endast ett brott. Frågan blir då vilken straffbestämmelse som skall tillämpas. Av förarbetena framgår att tanken varit att häleriansvar enligt 9 kap. 6 § konkurrerar ut penninghäleri enligt 9 kap. 6 a § och skyddande av brottsling enligt 17 kap. 11 § och att penninghäleri konkurrerar ut skyddande av brottsling.
Penninghäleri tar sikte på förfaranden som typiskt sett går ut på att underlätta för någon att dölja att viss egendom härrör från brott. Dit hör således att föra egendom ur landet, att ställa sitt bankfack till någon annans förfogande, att anvisa gömställen för egendomen eller att medverka som bulvan vid en överlåtelse.
- En person, som i sin bostad för annans räkning förvarar pengar får efter en tid vetskap om att pengarna härrör från narkotikabrott men vidtar inte någon åtgärd med pengarna, har dömts för penninghäleri.[6]

- Osant intygande enligt 15 kap. 11 § brottsbalken som skett mot vederlag har ansetts kunna utgöra förbrott till penninghäleri.[7]

Är penninghäleriet grovt, döms till fängelse, lägst sex månader och högst sex år.
Är brott att anse som ringa, döms för penninghäleriförseelse till böter eller fängelse i högst sex månader. 
För penninghäleriförseelse skall också dömas den som
1. i fall som avses i 6 a § första st inte insåg men hade skälig anledning att anta att brott förelåg, eller
2. i fall som avses i 6 a § andra st inte insåg men hade skälig anledning att anta att annan berikat sig genom brottslig gärning.

Bestämmelserna om penninghäleri infördes ursprungligen i 9 kap. 6 § p 3 och p 4 brottsbalken men flyttades 1999 till nuvarande 6a § samtidigt som de utökades att täcka brottslig gärning som bestod i att någon berikat sig på att annat sätt än genom förvärv, till exempel genom vissa former av skatte- och tullbrott.
Enligt Brås statistik uppgår antalet lagföringar för penninghäleri respektive penninghäleriförseelse till mellan noll och nio per år.

## Fotnoter
1. ↑  Prop 1998/99:19 6.2 Regeringens överväganden
2. ↑  ”Penningtvättsbrottslagen – en genomgång av domar”. Arkiverad från originalet den 2 maj 2017. https://web.archive.org/web/20170502080109/https://www.aklagare.se/globalassets/dokument/rattspromemorior/rattspm-2016-2.pdf. Läst 1 april 2019.
3. ↑  https://lagen.nu/dom/nja/2006s103
4. ↑  https://lagen.nu/dom/rh/2008:86
5. ↑  17 kap. 11 § (1962:700)
6. ↑  https://lagen.nu/dom/nja/2003s254
7. ↑  https://lagen.nu/dom/nja/2005s833
8. ↑  9 kap. 7a § (1962:700)
9. ↑  Prop 1998/99:19
10. ↑  BRÅ Webrapport 2006:2. Penningtvätt och finansiering av terrorism Arkiverad 5 mars 2016 hämtat från the Wayback Machine. (Bedömning och slutsats, sid. 10)

## Jämför
- Penningtvätt